# رنين (كيمياء)
الرنين في الكيمياء، هي ظاهرة أن الروابط بين ذرات في جزيء أو في أيون متعدد الذرات لا يمكن وصفها بصيغة واحدة فقط وإنما في صيغ عديدة، حيث يتغير نوع الرابطات بصفة مستمرة، رنينية. أي أنه في حالات الرابطات المتغيرة رنينيا لا يمكن وصف توزيع الإلكترونات في الجزيء وصفا دقيقا.
وتتغير بنية الجزيء مستمرا تبعا لذلك. وقد ادخل العالم الكيميائي كريستوفر إنغولد اصطلاح mesomery في عام 1933 .
وتسمى حالة تلك البنية الرنينية المتغيرة لشكل جزيء «حالة بنية رنينية» أو «حالة رنينية».
يسمى الفرق في الطاقة بين تلك البنيات المختلفة وبين الحالة الرنينية الواقعية - والتي يمكن تقديرها بالتقريب - بـ «طاقة الرنين».

## مثال البنزول
| البنزين (C6H6)      |                        |
| بنيات مختلفة        |                        |
|                     |                        |
| روابط ثنائية متنقلة | التمثيل المعتاد للجزيء |
|                     |                        |
| طاقة الرنين         |                        |
|                     |                        |

أحد الجزيئات التي يحدث فيها الرنين البنزين. كما توجد مركبات عضوية أخرى تبدي الظاهرة الرنينية.
طبقا لقاعدة الغاز النبيل تكون الجزيئات المستقرة التي تحيط كل ذرة فيها 8 إلكترونات تكافؤ. وفي حالة البنزول فيمكن صياغته في صيغتين تعبرين عن توزيع الرابطات الأحادية والثنائية فيه؛ يحدث بينها رنين.
كلا البنيتين ليستا تعبران عن واقع الجزيء، أي لا يمكن تعيين طول الرابطات بين ذرات الكربون فيه بدقة. فالمسافة بين ذرتي كربون مرتبطتان برابطة ثنائية لا بد أن تكون أقصر من رابطتهما الأحادية. ولكن لا يمكننا تعيين الفرق بين ظول الرابطتين، ونحصل على القيمة 139 بيكو متر (1 بيكومتر = 10−12 متر)، كما لو كانت الرابطتان متساوتين في الطول.
تقاس طاقة الارتباط بوحدة كيلوجول/مول من المادة، وطبقا لمثال البنزين المبين أعلى يبلغ فرق الطاقتين بين حالة البنزين «المستقر» وحالة البنزين «المتردد» E=-151 كيلوجول/مول من البنزين.
هذا الفرق في الطاقة يعتبر صغيرا بالمقارنة بحرارة احتراق البنزين التي تبلغ 3257,6 kJ/mol للبنزين السائل و3301 kJ/mol للبنزين عند احتراقة في الحالة الغازية.
- ملحوظة: يجب التفرقة بين بنزين (مركب كيميائي) وبين بنزين (وقود) المستخدم كوقود للسيارات. عموما يحتوي بنزين السيارات على جزء صغير من البنزول الموصوف هنا.

## اقرأ أيضا
- متصاوغ
- قاعدة الغاز النبيل
- تأثير ميزوميري
- تأثير حثي